# アルダの歴史
アルダの歴史（アルダのれきし）では、J・R・R・トールキンの小説『指輪物語』および『シルマリルの物語』の作中で用いられる架空の時代区分について述べる。

## 世界の創造
唯一神エル・イルーヴァタールは、精霊アイヌアの合唱から生じたイメージに「不滅の炎」を吹き込み、実在する世界エア（Eä）を誕生させた。そして、その世界の中にアイヌアが創りあげたのがアルダ（Arda）、すなわち地球である。

## 灯火の時代
灯火の時代（ともしびのじだい、Years of the Lamps）は、アルダが作り出された後の最初の時代である。この時代の出来事は『シルマリルの物語』所収の「ヴァラクウェンタ」「クウェンタ・シルマリッリオン」で語られている。
この時代は、エルフや人間たちはまだ存在せず、アイヌアのヴァラールとマイアールのみがこの世界にいた。ヴァラールがアルダの地を照らすために2つの灯火、イルルインとオルマルを立てたことから灯火の時代と呼ばれる。この時代は世界の創世紀であり、ヴァラールはアルマレンの地に王国を築き、各地に植物を植え、生き物たちを作り出した。地上は「アルダの春」と呼ばれる繁栄を迎え、トゥルカスは祝福のうちにネッサと婚姻した。
だが北方ではメルコールが邪悪な生物や巨大な山脈などを作り出し、要塞ウトゥムノに籠もって力を蓄えていた。満を持して打って出たメルコールによって二つの灯台とアルマレンの宮殿が破壊されるとヴァラールは中つ国を去り、西方のアマンの地にヴァリノールを建国し、灯火の時代は終焉を迎える。
灯火の時代は約1万年続いたと言われている。

## 二本の木の時代
二本の木の時代（にほんのきのじだい、Years of the Trees）は、灯火の時代と太陽の時代の中間に位置する時代である。この時代の出来事は『シルマリルの物語』所収の「クウェンタ・シルマリッリオン」で語られている。
中つ国においては、この時代は前半の暗黒の時代と、後半のエルフが誕生した以降の第一紀に分けることができる。
二本の木の時代は、壊された二つの灯火の代わりに、二本の木、テルペリオンとラウレリンがヴァリノールの地を照らしはじめた時から約1万5千年間続いた。
西方のヴァリノールにおいては、平穏と安寧が続く時代であった。ヴァラールやマイアールが、二つの木の輝きによって繁栄し、マンウェが鷲を、アウレがドワーフを産みだした時代でもある。
一方、二つの木の光の届かない中つ国では、最初の約1万年は暗黒の時代であった。メルコールは要塞ウトゥムノにこもって邪悪な怪物を作り出すことに余念がなく、新たに第二要塞アングバンドも建造した。時折オロメが見回りに来るほかは、ヤヴァンナが動植物を哀れんで魔法の眠りを授けて歩くくらいで、あとはメルコールの邪魔をするものはいなかった。

### 第一紀
しかし暗闇は永遠には続かなかった。ヴァルダがテルペリオンの露を集め、天空に星々の光を照らし、エルフを目覚めさせたのである。この時から第一紀が始まったと言われる。エルフたちは中つ国で目覚めたので、メルコールに捕らえられ、殺されたり、奴隷にされる者も多かった。そのためメルコールは、エルフ救出におもむいたヴァラールに捕まえられ、鎖につながれてしまった。
戦いが終わると、ヴァラールはエルフたちをアマンに招くことを望んだ。選ばれた3人のエルフが、ヴァリノールの威光をその眼にした後で中つ国に送り返され、同胞たちに西方への移住を呼びかけた。このとき移住に応じたものたちをエルダール、申し出を拒んだものたちをアヴァリという。
エルダールの旅路は長く、中には脱落者も出始めた。ヴァンヤール族の全員とノルドール族の大半は、アマンへの移住を完遂できた。だがテレリ族には、王が行方不明になった際、旅を続けずに帰りを待つことを選んだ者たちがおり、かれらはシンダール族となった。ほかのテレリには離散してナンドール族となるものや、海辺に残ってファラスリムとなるものもいた。
ヴァリノールに到達したエルダールは「光のエルフ」カラクウェンディと呼ばれ、大いに繁栄を享受した。しかし解放されたメルコールは、ノルドールにヴァラールへの反抗心を吹き込み、至福の地アマンに不和の種が芽生え始めた。機が熟すのを見計らって、メルコールはシルマリルの宝玉を奪い取り、二本の木を枯らして、中つ国に逃げ去ってしまう。二本の木の時代はこれを以って終わり、以後は太陽が空を照らす太陽の時代に突入する。

## 太陽の時代
太陽の時代（たいようのじだい、Years of the Sun）は二本の木の時代に続く最後の時代である。太陽が昇り人間が出現した時代でもある。
この時代は更に複数の紀に分けられており、第一紀、第二紀、第三紀、そして第四紀の一部がトールキンの作品で描かれている。またトールキンは現代は太陽の第六紀か第七紀に当たるとも述べている。

### （太陽の）第一紀
この時代の出来事は『シルマリルの物語』所収の「クウェンタ・シルマリッリオン」で語られている。
宝玉シルマリルを奪ったメルコールは、「黒き敵」モルゴスと呼ばれるようになった。そのあとを追ってエルフのノルドール族も中つ国に入り、戦いを挑んだ。しかしシルマリルをめぐって何度も血なまぐさい事件が起こり、モルゴスの覇権は抑えられることはあっても揺らぐことはなかった。航海者エアレンディルの嘆願でついにヴァラールが出陣し、モルゴスが虚空に追放されたことでこの時代は終わる。

### 第二紀
この時代の出来事は『シルマリルの物語』所収の「アカルラベース」で語られている。
モルゴス打倒に功のあった人間たちには、新たに作られた島ヌーメノールが与えられた。この国は大いに栄えたが、やがて死を恐れるあまり人々の心はすさんでいった。やがてサウロンの姦計により、最後の王アル＝ファラゾーンが人間には禁じられたアマンに侵入したことで、天の怒りがヌーメノールを襲い、この島は海中に没した。さらにこれまでは平面だったアルダは、このとき球体に造り変えられ、人間は決して「世界の西の果て」にはたどり着けないようになってしまった。

### 第三紀
この時代の出来事は『ホビットの冒険』『指輪物語』そして『シルマリルの物語』所収の「力の指輪と第三紀のこと」で語られている。
ヌーメノールの生き残り、エレンディルたちは中つ国に漂着した。かれらは仇敵サウロンの生存を知ると、エルフたちと「最後の同盟」を結んで立ち向かった。イシルドゥアによって一つの指輪を奪われ、冥王サウロンは無力化されるが、指輪自体が破壊されなかったため、長い時間をかけて復活することができた。
西方の人間たちの国も、エルフやドワーフたちも衰えゆき、その一方で闇の勢力が栄える中、ホビット族のフロド・バギンズの偉業により、今度こそ一つの指輪は破壊され、サウロンは完全に消え去った。

### 第四紀
『指輪物語』完結後の時代である。冥王の影が失せ、ゴンドールとアルノールを再統一したエレッサール王（アラゴルン）の統治は磐石となったが、周辺諸国との小競り合いはその後も続き、ローハン王エオメルとともに出陣する機会もたびたびあった。エレッサール王は第四紀120年に崩御したが、息子のエルダリオンが立派にあとを継いだ。
エルフのうち、ガラドリエルやエルロンドといった最有力者は、第四紀が始まる前にフロドやビルボとともに西方へと去った。穢れのはらわれた闇の森、すなわち緑森大森林の北部にはスランドゥイルの国が栄え、南部にはロスローリエンから移住してきたケレボルンたちの「東ローリエン」が築かれた。レゴラスはイシリエンに一族を連れて住まった。だがかれらもエレッサール王が世を去るころにはみな渡海してしまった。
エレボールのドワーフは、トーリン3世のもとで指輪戦争の終結を迎えた。ギムリは同胞の一部とともにアグラロンドに移住し、ゴンドールやローハンでおおいに働いた。しかしかれも最後にはレゴラスと一緒に西へ向かったという。一方、正確な年代は定かではないが、エレボールの王家のもとにはドゥリン7世が誕生した。かれは始祖ドゥリン最後の転生であり、そのことはドワーフ王がかれで最後になることを意味した。
ホビットたちは、いたって平和に暮らした。サムワイズ・ギャムジーはホビット庄の庄長を何度も務めたのち、最後の指輪所持者として西の海を渡っていった。メリアドク・ブランディバックとペレグリン・トゥックは、老後をローハン、ついでゴンドールで過ごし、その地で息を引き取った。
こうして指輪の仲間はみな中つ国から去った。人間の国はその後も繁栄したが、その他の種族は衰微していった。この時代がどれくらい続いたのかはわからないが、一般的に知られる歴史時代へとつながっているとされる。

## 世界の終焉
マンドスの予言によれば、いつの日か虚空に追放されたモルゴスが帰還し、同じく蘇った英雄たちと最後の戦いを繰りひろげるという。この予言に関する記述は、出版された『シルマリルの物語』では省かれている。ただし「最後の戦い」という語句は何箇所かに見て取れる。